# Oxygonum tristachyum
Oxygonum tristachyum là một loài thực vật có hoa trong họ Rau răm. Loài này được (Baker) H. Perrier mô tả khoa học đầu tiên năm 1936.